# Rihoko Yoshida
Pour les articles homonymes, voir Yoshida.
Rihoko Yoshida (吉田 理保子, Yoshida Rihoko, née le 24 janvier 1949 à Tōkyō, au Japon) est une seiyū.
Célèbre doubleuse japonaise qui fut très active dans le doublage dès le début des années 1970. Elle a débuté à l'époque des doubleurs dits de la première génération et participa non seulement dans une multitude de séries animées, mais des personnages inoubliables tels que Klara dans Alps no shōjo Heidi, Megu dans Majokko Megu-chan (en), Maria dans Goldorak et bien d'autres. Rihoko étant très polyvalente pouvant prêter sa voix à une jeune enfant et aussi bien à une femme d'âge mûr. 
En 1979, elle anima la première saison de l'émission de radio japonaise Animetopia avec Yōko Asagami de 1979 à 1981.
Durant les années 1980, elle a également doublé dans la version en japonais traduite de certaines séries animées américaines, également dans des séries live ainsi que des films.
Elle se retira de sa carrière de doublage en 1998 pour le développement de la compagnie "81 Produce", pour les acteurs de doublage dont elle sera la directrice. Elle a quitté "81 Produce" en 2006, pour travailler à l'Office Nozawa en tant que directeur jusqu'à sa fermeture en avril 2012, où elle a été transférée avec les autres acteurs de voix (à l'exception pour Chiemi Chiba, qui se joint à Ken Production), pour les Media Force. Elle travaille dans la gestion de la compagnie Media Force depuis mai 2012.

## Rôles notables

### Anime
- Alps no shōjo Heidi : Klara Sesemann
- Cutey Honey : Aki "Na-chan" Natsuko (dans la série télé des années 1970)
- Danguard Ace : Lisa
- Conan, le fils du futur : Monsley
- Getter Robo : Michiru Saotome
- Haikara-san ga tōru : Tamaki
- Kotetsu Jeeg : Miwa Uzuki
- Maicchingu Machiko-sensei : Machiko-sensei
- Majokko Megu-chan (en) : Megu Kanzaki
- Majokko Tickle : Tickle (Chikkuru)
- Mama wa Shougaku Yonensei (Mama is a Fourth Grader): Mirai
- Obake no Holly : Majoline
- Sailor Moon Super S Movie (Black Dream Hole) : Queen Badiane
- The Slayers Special OAV: Josephine
- Southern rainbow (Minami no Niji no Lucy) : Kate
- Goldorak (UFO robo Grendizer): Maria
- Urusei yatsura : Kurama-hime
- Lady Oscar  (Versailles no bara) : Rosalie Lamorlière

### Doublure d'animation occidentale
- Biker Mice From Mars : Charly
- Les Aventures de Bernard et Bianca : Médusa
- Les Simpson : La mère de Homer Simpson (deux épisodes)
- X-Men : Storm